# Pio V.
Pio V., lat. Pius PP. V. (Bosco Marengo, 17. siječnja 1504. – Rim, 1. svibnja 1572.), rođen kao Antonio Ghislieri, 225. poglavar Katoličke Crkve, papa od 7. siječnja 1566. do smrti 1572. godine.

## Raniji život
Antonio Michele Ghislieri rođen je 17. siječnja 1504. godine u Boscu (danas Bosco Marengo), u provinciji Alessandria, Pijemont, u plemićkoj, ali siromašnoj obitelji Paola Ghislierija i Domenice Augeria. S četrnaest godina 1518. godine pristupa dominikanskom redu, uzevši ime Michele, prelazeći iz samostana Voghera u Vigevano, a poslije u Bolognu. Posvećen je za svećenika u Genovi 1528. godine. Tada je poslan u Paviju, gdje je predavao šesnaest godina. U međuvremenu je bio meštar novaka i u nekoliko je navrata biran za predstojnika različitih samostana svoga reda u kojem se trudio razvijati praksu redovničkih vrlina i širiti duh svetog utemeljitelja. I sam je svima bio primjer. Postio je, činio pokoru, probdio je duge noćne sate u meditaciji i molitvi, putovao pješice bez ogrtača u dubokoj tišini ili samo razgovarajući sa svojim pratiteljima o Bogu. Od 1550. godine imenovan je inkvizitorom u Comu i Bergamu, a sljedeće godine papa Julije III. (1550. – 1555.) imenuje ga glavnim inkvizitorom rimske inkvizicije. Papa Pavao IV. (1555. – 1559.) 1556. godine imenuje ga za biskupa Nepi-Sutri (biskupija ukinuta 1986. i pripojena sadašnjoj biskupiji Civita Castellana), a 15. ožujka 1557. i kardinalom. Godine 1560. premješten je za biskupa Mondovije u Pijemontu, gdje je poslan kako bi uveo disciplinu i čistoću vjere, koje su bile teško narušene.

## Izbor za papu
Smrću pape Pija IV. 9. prosinca 1565. godine, opća politička situacija bila je relativno uravnotežena, što je naviještalo konklavu bez miješanja europskih sila. Francuska kojom je upravljala Katarina de' Medici (kao regent njezinom petnaestogodišnjem sinu Karlu IX.), bila je zaokupljena rješavanju unutarnjih vjerskih sukoba, i nije imala vremena brinuti o talijanskim pitanjima. Slično tome, car Maksimilijan II. Habsburški bio je nezainteresiran za nasljednika preminulog pape. Konklava je započela 20. prosinca okupivši 52 od 70 kardinala. Za vrijeme konklave jedan kardinal je umro, a dvojica su otišla zbog bolesti. Od samog početka kardinali su se podijelili na dva tabora, kardinale kreirane od Pavla IV. i druge, kreirane od Pija IV. Bile su to dvije struje s različitim pogledima na protureformaciju; prvi koji su se zalagali za središnju važnost inkvizicije, i drugi umjereniji. Novi i odlučujući preokret dogodio se 4. siječnja 1566. dolaskom diplomatskih kurira Filipa II., koji je svoju potporu dao kardinalu Ghislieriju. Prema izvješću papinskog ceremonijala Cornelia Firmana, rano poslijepodne 7. siječnja kardinali su otišli u Ghislierijevu ćeliju, otpratili ga do pavlinske kapele, gdje su ga izabrali aklamacijom. Unatoč suzama i preklinjanjima, prihvatio je izbor, na veliku radost cijele Crkve. Odabrao si je ime Pio V.

## Ponitifikat
Pontifikat je započeo davanjem velike milostinje siromašnima. I kao papa zadržao je vrline koje je pokazivao kao redovnik i biskup. Unatoč teškim naporima i problemima u svom uredu, nastavio je s pobožnošću. Dnevno je najmanje dva puta molio na koljenima pred Presvetim Sakramentom. Posjećivao je rimske bolnice i sjedio kraj kreveta bolesnika, tješio ih i pripremao za smrt. Prao je noge siromašnima i grlio gubavce. Bio je vrlo strog i izbacio je luksuz sa svog dvora. Surađivao je sa svojim starim prijateljem, kardinalom Karlom Boromejskim. Kako bi reformirao svećenstvo, obvezao je svoje biskupe da borave u svojim biskupijama, a kardinale da vode skroman i pobožan život. Tražio je poštovanje discipline Tridentskog koncila. Stalna briga i zaokupljenost njegova pontifikata bila je borba protiv protestanata i Turaka. U žaru svoje vjere, kada je bilo potrebno, nije se ustručavao pokazati žestinu prema neistomišljenicima i dati novi impuls djelovanju inkvizicije. 
Na dan bitke kod Lepanta, 7. listopada 1571., radio je s kardinalima, kada je, iznenada, prekidajući svoj posao otvorio prozor i gledajući u nebo, povikao: "Prekinite s poslom; naša velika zadaća je trenutno zahvaliti Bogu na pobjedi koju je upravo dao kršćanskoj vojsci ". Rasplakao se kad je čuo za pobjedu, koja je Osmanskom carstvu zadala udarac od kojeg se više nije oporavila. U znak sjećanja na ovaj trijumf ustanovio je na dan pobjede 7. listopada „Blagdan svete Krunice“ ili „Blažena Djevica Marija od Krunice“ (u nekim krajevima se naziva i „Gospa od Ružarija“). Nadao se da će zaustaviti moć islama formirajući opći savez talijanskih gradova Poljske, Francuske i cijele kršćanske Europe, i započeo je pregovore u tu svrhu kad je teško iscrpljen umro 1. svibnja 1572., pretpostavlja se od raka prostate. Prije smrti je poručio kardinalima okupljenim oko svoje postelje: «Preporučujem vam svetu Crkvu koju sam toliko volio! Pokušajte iza mene izabrati vrijednog nasljednika, koji traži samo Gospodinovu slavu i koji neće imati drugih interesa osim časti Apostolske Stolice i dobra za kršćanstvo ”.  Pokopan je u bazilici sv. Petra, a 1588. godine njegovi posmrtni ostaci preneseni su u baziliku sv. Marije Velike. Ostavio je uspomenu na rijetku vrlinu i nepogrešiv i nefleksibilan integritet. Papa Klement X. (1670. – 1676.) proglasio ga je blaženim 1672., a papa Klement XI. (1700. – 1721.)  svetim 1712. godine.
Papa Pio V. je proglasio Tomu Akvinskog za petog crkvenog naučitelja 1567. godine te odredio da njegova "Summa theologica" mora biti udžbenik za sva katolička sveučilišta.

## Vanjske poveznice
Mrežna mjesta
- Pio V., na stranicama Kongregacije za kauze svetaca (tal.)
- Pio V papa, santo, Talijanska enciklopedija (tal.)